# 1981 a tudományban
Az 1981 a tudományban és a technikában.

## Számítástechnika
- Kiadják az IBM PC-t.

## Űrkutatás
- április 12. – A Space Shuttle első küldetése, melynek során a Columbia űrrepülőgép megkezdi útját STS–1 név alatt.

## Díjak
- Nobel-díj
  - Fizikai Nobel-díj: Nicolaas Bloembergen (USA) és Arthur Leonard Schawlow (USA) „a lézerspektroszkópia kidolgozásához való hozzájárulásukért”; illetve Kai Manne Siegbahn (Svédország) „a nagy felbontású elektronspektroszkópia kidolgozásához való hozzájárulásukért”
  - Fiziológiai és orvostudományi Nobel-díj: Roger W. Sperry, David Hunter Hubel, Torsten Wiesel megosztva „az agyi féltekék eltérő funkcióinak tanulmányozásáért”
  - Kémiai Nobel-díj: Kenichi Fukui (福井謙一), Roald Hoffmann „a kémiai reakciók mechanizmusainak (egymástól függetlenül végzett) vizsgálatáért”
  - Közgazdasági Nobel-emlékdíj: James Tobin, „a pénzpiacokra, valamint ezen piacoknak a kiadási döntésekkel, a foglalkoztatással, a termeléssel és az árakkal kapcsolatos viszonyára irányuló elemzéséért”
- A Royal Society érmei
  - Copley-érem: Peter D. Mitchell
  - Davy-érem: Ralph Raphael
  - Hughes-érem: Peter Higgs, Thomas Walter és Bannerman Kibble
  - Royal-érem: Geoffrey Wilkinson, Marthe Louise Vogt és Ralph Riley
- Turing-díj: Edgar F. Codd
- Wolf-díjak
  - Agrártudományi Wolf-díj: John Almquist, Henry Lardy, Glenn Salisbury
  - Fizikai Wolf-díj: Freeman Dyson, Gerardus ’t Hooft, Victor Frederick Weisskopf
  - Kémiai Wolf-díj: Joseph Chatt
  - Matematikai Wolf-díj: Lars Ahlfors, Oscar Zariski,
  - Orvostudományi Wolf-díj: Barbara McClintock, Stanley Cohen
- Wollaston-érem: Peter John Wyllie

## Halálozások
- január 5. – Harold C. Urey amerikai fizikai-kémikus, az 1934-es kémiai Nobel-díj kitüntetettje (* 1893).
- március 8. – Jukava Hideki elméleti fizikus, az első japán Nobel-díjas (* 1907).
- március 9. – Max Delbrück német származású amerikai biológus, a molekuláris biológia egyik úttörője (* 1906).
- május 11. – Odd Hassel Nobel-díjas norvég fizikai kémikus (* 1897).
- szeptember 9. – Jacques Lacan francia pszichoanalitikus (* 1901).
- november 15. – Walter Heitler német fizikus (* 1904).
- november 22. – Hans Adolf Krebs Nobel-díjas (megosztva) német orvos és biokémikus. A citromsav-ciklus egyik felfedezője (* 1900).
- december 26. – Henry Eyring egyesült államokbeli elméleti kémikus (* 1901).